# François Villon
François Villon (ur. 1431 lub 1432 w Paryżu, zm. po 1463) – francuski poeta epoki średniowiecza, autor Małego testamentu i Wielkiego testamentu (napisanego około 1461). Jego prawdziwe nazwisko brzmiało François de Montcorbier lub François des Loges.

## Życiorys
Informacje o biografii Villona pochodzą z dwóch źródeł: z jego utworów oraz z dokumentów sądowych.
Poeta urodził się w biednej rodzinie paryskiej. Po śmierci ojca adoptował go, uczył i wychowywał kanonik przy klasztorze św. Benedykta, Guillaume de Villon. Stąd też wzięło się używane przez poetę nazwisko. Studiował i uzyskał tytuł magistra na Uniwersytecie Paryskim, kończąc wydział sztuk wyzwolonych w roku 1452.
W wyniku awanturniczego usposobienia, o którym świadczy uczestnictwo w wielu bijatykach, Villon wcześnie wszedł w konflikt z prawem. Po bójce z księdzem Filipem de Charymore, który umarł w wyniku otrzymanej rany, trafił do więzienia Chatelet. Wydostał się z niego tylko dzięki wstawiennictwu kanonika de Villon. Opuścił na jakiś czas Paryż i  został zawodowym przestępcą. Był członkiem organizacji złodziei, oszustów i fałszerzy pieniędzy, zwanych Muszelnikami (les Coquillards). Posługiwali się oni tajnym językiem, w którym poeta napisał kilka ballad. W 1456 r. brał udział w obrabowaniu Kolegium Nawarskiego (był inspiratorem tego czynu, jednak podczas kradzieży ograniczył się do czuwania na straży). W latach 1460 i 1461 dwukrotnie siedział w więzieniu, czego ślad znajduje się w "Wielkim testamencie", napisanym po wyjściu z biskupiego więzienia w Meung-sur-Loire. W 1462 r. wrócił do Paryża. W 1463 r., po bójce ze studentami z użyciem noża, trafił ponownie do więzienia i został skazany na powieszenie. Wtedy napisał "Balladę o powieszonym", w której rozważa świat z perspektywy szubienicy. Ostatecznie uniknął egzekucji, gdy w wyniku apelacji zmieniono mu karę na 10 lat wygnania z Paryża.
W źródłach brak informacji o życiu Villona po opuszczeniu Paryża.

## Twórczość

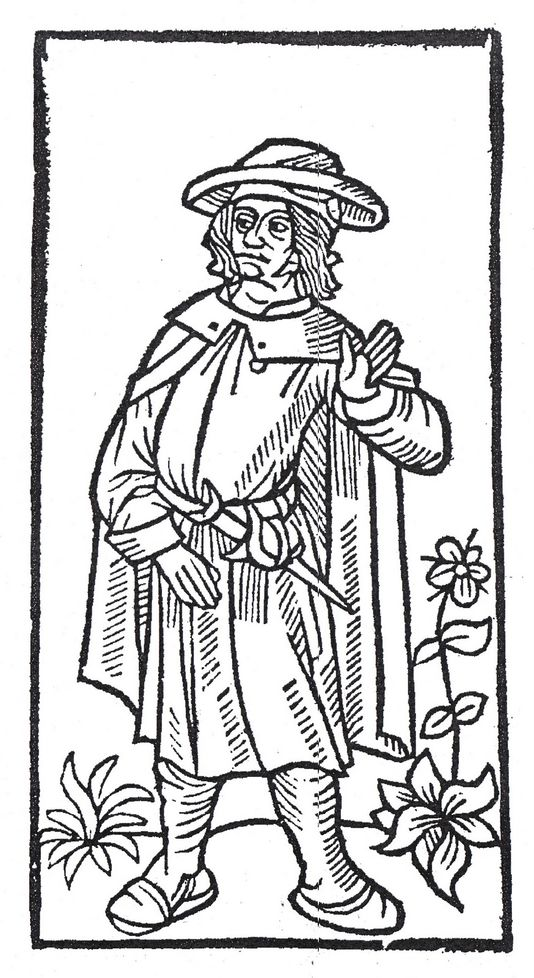
Drzeworyt z domniemanym wizerunkiem François Villona z wydania Wielkiego testamentu z 1489

Twórczość Villona nacechowana jest ciężkimi doświadczeniami poety, który sporą część życia spędził w więzieniu. Oba testamenty stanowią żartobliwy opis niektórych epizodów z życia poety.
Villon kwestionował piętnastowieczny porządek w poezji. Łączył radość z rozpaczą, śmiech z płaczem, poczucie własnej wartości z pokorą. Stworzył groteskowy, ale równocześnie wzruszający obraz świata. Poeta drwił z ówczesnego porządku. W jednym z utworów stwierdził, że mógłby żyć dostatnio i spokojnie, gdyby został księdzem. Temat śmierci i przemijania przewija się często w twórczości poety. Villon jest  świadomy swego życia w grzechu, lecz wielokrotnie odwołuje się do Bożego miłosierdzia i opiera na nim swoją nadzieję na życie wieczne. Villon posługuje się często w swoich wierszach obyczajową i artystyczną prowokacją.
Polski przekład jest dziełem Tadeusza Żeleńskiego (Boya), który na użytek tej poezji stworzył oryginalny, archaizowany przekład. Mały testament tłumaczył Jacek Kowalski.

## Villon w kulturze
Poezja Villona jest wykorzystywana przez współczesnych artystów jako teksty do piosenek lub jest inspiracją dla takich tekstów. Do najbardziej znanych należą:
- Молитва Франсуа Вийона (Молитва), rosyjski przekład tekstu Bułat Okudżawa, muz. Bułat Okudżawa, śpiewa Bułat Okudżawa
- Modlitwa François Villona (polska wersja pieśni Молитва Франсуа Вийона), muz. Bułat Okudżawa, polski przekład tekstu Andrzej Mandalian, śpiewa Gustaw Lutkiewicz. W późniejszym czasie utwór ten wykonywało wielu artystów. Polska wersja nosi również tytuły: Modlitwa oraz François Villon.
- The Prayer of François Villon (Molitva), autorstwa Reginy Spektor
- Ballada o paniach minionego czasu, muz. Jerzy Satanowski, śpiewają: Hanna Banaszak i Mirosław Czyżykiewicz
- Villon (Ballada piękney płatnerki do dziewcząt letkiego obyczayu), muz. Maciej Maleńczuk, śpiewa Maciej Maleńczuk
- Rozalia (Ballada piękney płatnerki do dziewcząt letkiego obyczayu), muz. Jacek Łągwa, śpiewa Ich Troje
- Niegdysiejsze śniegi (Ballada o paniach minionego czasu), muz. Jacek Łągwa, śpiewa Ich Troje
- Rock’n’Villon (Ballada o Wilonie i Grubey Małgośce), muz. Jacek Łągwa, śpiewa Ich Troje
- Die Sommerballade von der armen Louise, śpiewa Peter Rohland
- La Ballade des dames du temps jadis, śpiewa Georges Brassens
- Niepublikowany, koncertowy utwór poezji śpiewanej wiersza Jana Rybowicza „Pytania”, śpiewa SDM
- Ballada z turnieju w Blois, śpiewa Aleksandra Maurer (Piwnica pod Baranami)
- La Ballade des Dames du temps jadis (ca. 1986), trio na sopran, wibrafon i akordeon; kompozytor: Zbigniew Wiszniewski (1920, Lwów - 1999, Warszawa). Prawykonanie: Warszawa, Akademia Muzyczna im. Fryderyka Chopina 1986, M. Armanowska - sopran; H. Mikołajczyk - wibrafon; Z. Koźlik - akordeon

Zespół Ich Troje przygotował materiał na płytę Wielki testament w całości zawierającą piosenki z tekstami Villona w przekładzie Boya-Żeleńskiego.
Villon jest bohaterem książek Jacka Komudy „Imię Bestii”, której akcja rozgrywa się w średniowiecznym Paryżu, oraz „Herezjarcha”, opowiadającej o losach poety skazanego na banicję z Paryża i przemierzającego XV-wieczną Francję.